# 좌회전 (음악 그룹)
좌회전은 대한민국의 음악 그룹이다.

## 구성원
- 김경진
- 노재희
- 정용석

## 소개
- 좌회전은 김경진, 노재희, 정용석으로 구성된 보이그룹이다.

## 음반
- 정규 1집 《예행연습》(1994년 4월 1일)